# Oil of Every Pearl's Un-Insides Non-Stop Remix Album
Oil of Every Pearl's Un-Insides Non-Stop Remix Album (estilizado em letras maiúsculas) é o único álbum de remixes da personalidade escocesa atuante na área de produção musical Sophie. Foi o último álbum completo lançado durante a vida de Sophie. Ele apresenta versões alternativas e remixes de músicas do álbum de estúdio de estreia de Sophie, Oil of Every Pearl's Un-Insides, bem como novas músicas, apresentadas como um DJ Mix ininterrupto.

## Lançamento
O álbum foi anunciado durante uma entrevista no tapete vermelho do 61º anual Grammy Awards. Em julho de 2019, o álbum de remixes foi lançado como parte de um conjunto exclusivo de 3 CDs limitado a 100 cópias que inclui o álbum de remixes de disco duplo, o álbum Oil of Every Pearl's Un-Insides original, bem como uma bolsa de mão apresentando sua capa. O álbum de remixes foi lançado mais tarde como dois vídeos no YouTube em 29 de julho, e depois em plataformas digitais e de streaming em 6 de setembro.

## Recepção crítica
Matt Moen, da Paper, descreveu o álbum como apresentando "tudo, desde techno pulsante até interpretações de house empoeiradas de glitter e drones de ambiente lustrosos". Eles destacaram "Ponyboy (Faast Boy Remix)", "Faceshopping (Money Mix)", "Whole New World (Doss e Sophie Remix)" e os cinco mixes finais de "Infatuation" como faixas de destaque. Andrew Ryce, do Resident Advisor, escreveu: "O LP oferece catarse através de batidas indisciplinadas, melodias doces e os sons mais retorcidos que SOPHIE pode reunir. Ele traz seus temas de busca, auto-aceitação e identidade diretamente para a pista de dança, de maneiras que é tão espalhafatoso, estranho e inesquecível quanto você esperaria."

## Lista de faixas
| Oil of Every Pearl's Un-Insides Non-Stop Remix Album Lado 1 |                                                          |         |  |
| N.º                                                         | Título                                                   | Duração |  |
| 1.                                                          | "Cold World"                                             | 4:25    |  |
| 2.                                                          | "Not Okay (Alone Remix)"                                 | 1:24    |  |
| 3.                                                          | "XTC Acid"                                               | 3:12    |  |
| 4.                                                          | "Ponyboy (Megadog)"                                      | 4:57    |  |
| 5.                                                          | "Push Emission (wHor3 moans)"                            | 5:27    |  |
| 6.                                                          | "Ponyboy (Faast Boy Remix)"                              | 5:44    |  |
| 7.                                                          | "Faceshopping (Lipstick Gel Remix)"                      | 2:45    |  |
| 8.                                                          | "Not Okay (Machine World)"                               | 1:48    |  |
| 9.                                                          | "Whole New World (Doss and Sophie Remix)"                | 3:30    |  |
| 10.                                                         | "Infatuation (Lichtbogen Dreamin' Remix)"                | 5:08    |  |
| 11.                                                         | "Faceshopping (Euphoric Reduce Me To Nothingness Remix)" | 5:11    |  |
| 12.                                                         | "Pretending I Give In (Let Go)"                          | 4:07    |  |
| Duração total:                                              | Duração total:                                           | 25:26   |  |

| Lado 2         |                                                                |         |  |
| N.º            | Título                                                         | Duração |  |
| 1.             | "Pretending (Glasshouse)"                                      | 6:07    |  |
| 2.             | "Whole New World (Big Kiss Remix)"                             | 3:09    |  |
| 3.             | "Pony Whip" (com participação de BC Kingdom)                   | 4:11    |  |
| 4.             | "Faceshopping (Money Mix)" (com participação de Bibi Bourelly) | 3:54    |  |
| 5.             | "Pretend World (Shop Front)"                                   | 3:08    |  |
| 6.             | "Laser"                                                        | 3:41    |  |
| 7.             | "Cold Water"                                                   | 3:41    |  |
| 8.             | "Dive (SDF)"                                                   | 1:49    |  |
| 9.             | "Infatuation (Sunlight Zone)"                                  | 1:08    |  |
| 10.            | "Infatuation (Twilight Zone)"                                  | 1:29    |  |
| 11.            | "Infatuation (Midnight Zone)"                                  | 5:55    |  |
| 12.            | "Infatuation (The Abyss)"                                      | 0:59    |  |
| 13.            | "Infatuation (The Trenches)"                                   | 8:01    |  |
| Duração total: | Duração total:                                                 | 1:34:48 |  |

Quando adicionado às plataformas digitais e de streaming, "Leeds Heaven And Hell" foi renomeado para "Pretending (Glasshouse)" e "Infatuation (The Abyss)" foi escrito incorretamente como "Infutation". Vários erros adicionais foram cometidos quando o álbum foi lançado na Apple Music e iTunes no Reino Unido; o título do álbum foi pontuado incorretamente como "Oil Of Every Pearl's (Un-Insides Non-Stop Remix Album)", e "Faceshopping (Money Mix)" foi simplesmente rotulado como "Faceshopping".

## Histórico de lançamento
| Região | Data                  | Formato          | Gravadora                                    |
| ------ | --------------------- | ---------------- | -------------------------------------------- |
| Várias | Julho de 2019         | Disco compacto   | Transgressive Records Future Classic MSMSMSM |
| Várias | 27 de julho de 2019   | YouTube          | Transgressive Records Future Classic MSMSMSM |
| Várias | 8 de setembro de 2019 | Download digital | Transgressive Records Future Classic MSMSMSM |